# 400 років Національному університету «Києво-Могилянська академія» (монета)
«400 ро́ків Націона́льному університе́ту „Ки́єво-Могиля́нська акаде́мія“» — ювілейна монета номіналом 2 гривні, випущена Національним банком України. Присвячена одному з найстаріших вищих навчальних закладів України, заснованому в 1615 році як Київська братська школа.
Монету введено в обіг 15 вересня 2015 року. Вона належить до серії «Вищі навчальні заклади України».

## Опис та характеристики монети
| Номінал грн. | Метал      | Маса, грам | Діаметр, мм. | Якість виготовлення       | Гурт     | Тираж, штук |
| ------------ | ---------- | ---------- | ------------ | ------------------------- | -------- | ----------- |
| 2            | нейзильбер | 12,8       | 31           | спеціальний анциркулейтед | рифлений | 35 000      |

### Аверс
На аверсі монети розміщено: угорі — малий Державний Герб України, праворуч від якого: напис «УКРАЇНА» та рік карбування «2015»; у центрі на дзеркальному тлі — герб Києво-Могилянської академії, обрамлений стрічкою із девізом університету латиною: «TEMPUS FUGIT, ACADEMIA SEMPITERNA» («Час плинний — академія вічна»); під гербом — номінал «ДВІ ГРИВНІ»; ліворуч над стрічкою — логотип Монетного двору Національного банку України.

### Реверс
На реверсі монети на тлі староакадемічного (Мазепинського) корпусу зображено фрагмент гравюри — три спудеї із сувоями в руках та розміщено написи: «КИЄВО-МОГИЛЯНСЬКА АКАДЕМІЯ» (угорі по колу), «400 РОКІВ» (над будівлею), унизу на тлі стилізованого барокового орнаменту — «НАЦІОНАЛЬНИЙ/УНІВЕРСИТЕТ».

## Автори

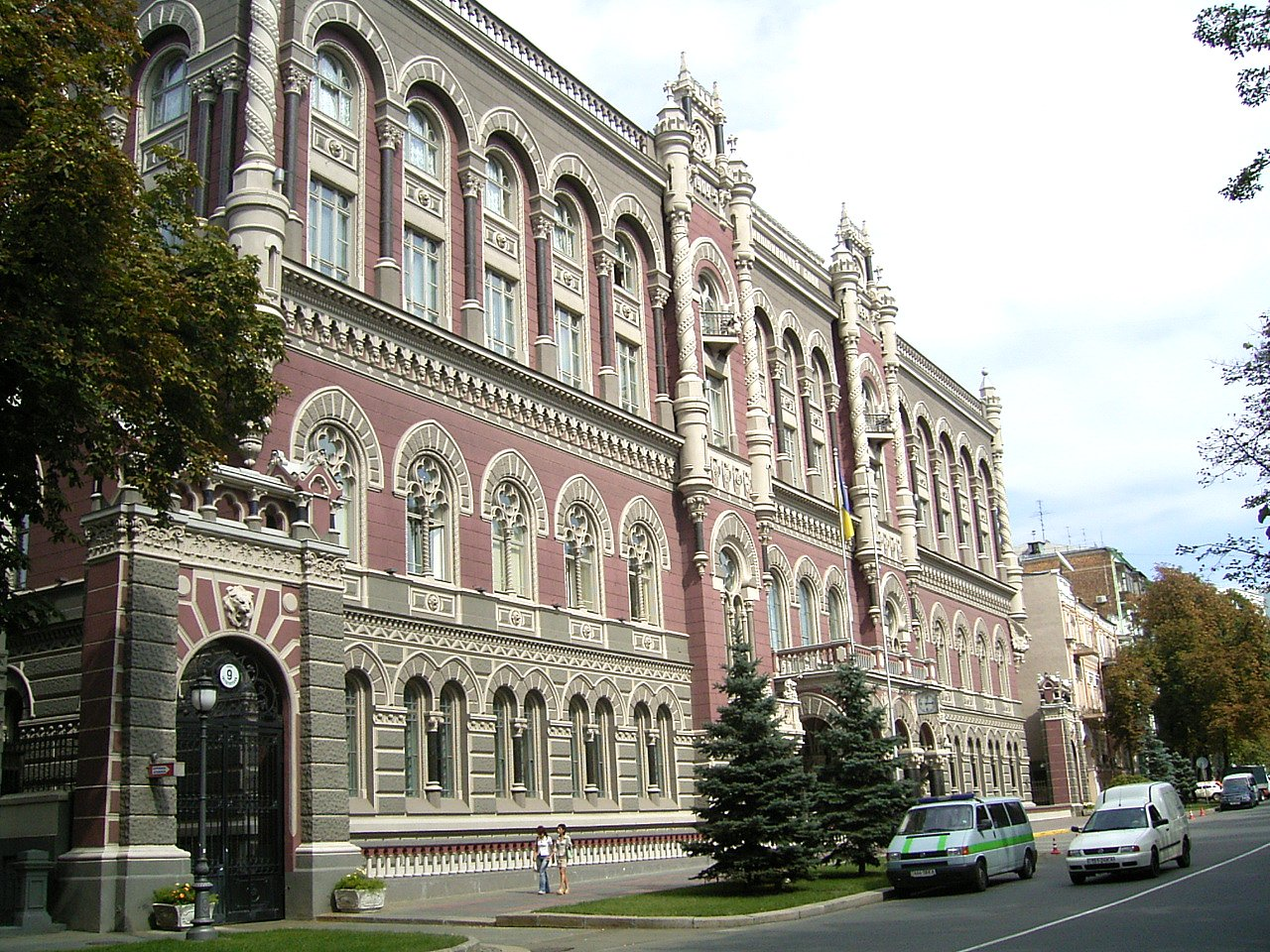
Будівля Національного банку України

- Художники: Таран Володимир, Харук Олександр, Харук Сергій.
- Скульптор — Дем'яненко Анатолій.

## Вартість монети
Під час введення монети в обіг у 2015 році, Національний банк України реалізовував монету через свої філії за ціною 22 гривні.
Фактична приблизна вартість монети, з роками змінювалася так:
| Рік        | 2016 | 2017 | 2018 | 2019 | 2020 | 2021 | 2022 | 2023 | 2024 | 2025 |
| ---------- | ---- | ---- | ---- | ---- | ---- | ---- | ---- | ---- | ---- | ---- |
| Ціна, грн. | 34   | 44   | 55   | 60   | 60   | 70   | 75   | 130  | 220  | 200  |